# Anand (film)
Pour les articles homonymes, voir Anand.
Pour plus de détails, voir Fiche technique et Distribution.
Anand est un film indien réalisé par Hrishikesh Mukherjee, sorti en 1971.

## Synopsis
Bhaskar, un cancérologue, soigne les pauvres sans les faire payer. Un jour, on lui présente Anand, qui a un type rare de cancer. Bien que condamné, Anand garde le moral et le sourire et cherche à faire le bien autour de lui. Il va aider Bhaskar à déclarer son amour à Renu.

## Fiche technique
Sauf indication contraire, les informations mentionnées dans cette section peuvent être confirmées par la base de données cinématographiques IMDb,  présente dans la section « Liens externes ».
- Titre original : Anand
- Réalisation : Hrishikesh Mukherjee
- Scénario : Bimal Dutta, Gulzar, D.N. Mukherjee, Hrishikesh Mukherjee, Biren Tripathy
- Musique : Salil Chowdhury
- Photographie : 	Jaywant Pathare
- Montage : Hrishikesh Mukherjee
- Production : Hrishikesh Mukherjee et N. C. Sippy
- Sociétés de production :
- Sociétés de distribution : Shemaroo Entertainment
- Pays de production :  Inde
- Langue originale : hindi
- Format : couleur
- Genre : Film dramatique
- Durée : 122 minutes
- Dates de sortie : 1971

## Distribution
- Rajesh Khanna : Anand Sehgal / Jaichand
- Amitabh Bachchan : Dr. Bhaskar Banerjee a.k.a. Babu Moshai
- Sumita Sanyal : Renu Bhaskar Banerjee
- Ramesh Deo : Dr. Prakash Kulkarni
- Seema Deo : Suman Kulkarni
- Lalita Pawar : Matron D'Sa
- Durga Khote : la mère de Renu
- Johnny Walker : Isa Bhai Suratwala / Morarilal
- Asit Sen : Chandra Nath
- Dev Kishan : Raghu Kaka
- Dara Singh : l'entraîneur de lutte aka Papaji
- Brahm Bhardwaj : Mauni Baba

## Accueil

### Critiques
Pour FantastikIndia, « Loin des films hindis commerciaux qui envahissent les écrans de nos jours, Anand a tout d’un film bengali d’art et d’essai aussi bien dans la forme que dans le fond. »

### Récompenses
- National Film Award du meilleur film hindi 1971[2]
- Prix de l'association des journalistes cinématographiques du Bengale: meilleur acteur en hindi pour Rajesh Khanna
- 19e cérémonie des Filmfare Awards 1972 : meilleur film, meilleur scénario, meilleur acteur pour Rajesh Khanna, meilleur acteur dans un second rôle pour Amitabh Bachchan, meilleurs dialogues pour Gulzar[3]